# Lycastopsis tecolutlensis
Lycastopsis tecolutlensis är en ringmaskart som beskrevs av Rioja 1946. Lycastopsis tecolutlensis ingår i släktet Lycastopsis och familjen Nereididae. Inga underarter finns listade i Catalogue of Life.